# چمتال
چِمتال، شهری در مرکز ولسوالی چمتال، ولایت بلخ، افغانستان است.